# Orchestina kamehameha
Espèce
Orchestina kamehameha est une espèce d'araignées aranéomorphes de la famille des Oonopidae.

## Distribution
Cette espèce est endémique d'Hawaï aux États-Unis. Elle se rencontre sur Hawaï, Maui et Kauai.

## Description
La femelle paratype mesure 1,69 mm.

## Étymologie
Cette espèce est nommée en l'honneur de Kamehameha Ier.

## Publication originale
- Izquierdo & Ramírez, 2017 : Taxonomic revision of the jumping goblin spiders of the genus Orchestina Simon, 1882, in the Americas (Araneae: Oonopidae). Bulletin of the American Museum of Natural History, no 410, p. 1-362 (texte intégral).